# Эрхард Регенсбургский
Эрха́рд (Эрга́рд) Регенсбу́ргский (умер, по одним данным, около 700, по другим — в 717) — епископ Регенсбурга, преподобный. Память 8 января (по григорианскому календарю).

## Биография

### Ранние годы
Преподобный Эрхард родился либо на острове Ирландия, либо около Нарбона: точные сведения об этом отсутствуют.
О рукоположении в сан священника сведений также нет, как нет и данных о том, когда именно Эрхард присоединился к так называемым «странствующим епископам», покидавшим Ирландию для проповеди на материковой Европе.
После прибытия на материк в промежутке между 660 и 670 годами святой Эрхард объединил свои усилия в проповедничестве со святым архиепископом Трира Хидульфом.

### Предания о деятельности Эрхарда
Чёткой задокументированной биографии Эрхарда нет, однако его деятельность можно восстановить по преданиям.
Святой Хидульф был, по преданию, родным братом Эрхарда. Вдвоём они основали по семь монастырей каждый. После смерти Хидульфа Эрхард покинул Трир, не желая быть избранным на место брата, поскольку был не готов взять на себя ответственность по управлению епархией, и отправился проповедовать по германским землям.
Через некоторое время Эрхард прибыл с епископской миссией в Баварию, где в Ратисбоне (ныне Регенсбург) приступил к проповедованию христианства при дворе герцога Теодона V (по другим данным, Теодона II) из династии Агилольфингов. Позже, у горы Одилиенберг, Эрхард основал монастырь Нидермюнстер.
Об этом периоде жизни Эрхарда существует следующее предание: во сне ему было дано видение, согласно которому, он должен был немедленно следовать в некий монастырь на Рейне. По прибытии в монастырь Эрхард обнаружил там девушку по имени Одилия (Оттилия), дочь эльзасского герцога Этихо, слепую от рождения, которую мать отдала на воспитание в этот монастырь, чтобы сохранить её в тайне от отца. Этихо, согласно преданию, отказался от своей дочери и хотел её убить. Несмотря на то, что Одилия воспитывалась в монастыре, она не была крещена и Эрхард провёл над ней обряд крещения (существует другое предание, согласно которому крестил её святой Хидульф). После этого девушка чудесным образом прозрела, омочив глаза водой из крещенской купели. Отец, узнав о прозрении дочери, возрадовался и простил её, однако дочь пожелала остаться в монастыре, приняла постриг и после своей смерти также была причислена к лику святых. Именно согласно этому преданию святой Эрхард впоследствии всегда изображался с раскрытой книгой, из которой смотрят два глаза, а также с топором, как символом того, что он срубил корни язычества.
Точная дата и год смерти Эрхарда Регенсбургского неизвестны, однако вероятная его кончина последовала около 700 года.

### Почитание
В народе Эрхард считался негласным покровителем сапожников и домашнего скота. Также к нему с молитвой обращаются страдающие слепотой и головными болями.
Эрхард проповедовал в Регенсбурге после святого Эммерама, епископа Регенсбургского, умершего около 690 года.
Мощи святого Эрхарда были обретены папой Львом IX 8 октября 1052 года.
В настоящее время мощи святого Эрхарда покоятся в центре Регенсбурга в церкви Нидермюнстеркирхе, на улице Нидермюнстергассе, 3. Церковь основана в 1154 году. Мощи находятся в реликварии, изготовленном в 1866 году.
Глава святого хранится в серебряной капсуле, изготовленной регенсбургскими ювелирами в 1653 году и несущей на себе надписи: «Святой Эрхард — епископ и почитаемый покровитель диоцеза» и «Моли Бога о нас и обо всех верных, приходящих к тебе».